# Viréo d'Hispaniola
Vireo nanus
Espèce
Statut de conservation UICN

 LC  : Préoccupation mineure
Répartition géographique
Le Viréo d'Hispaniola (Vireo nanus) est une espèce de passereaux de la famille des Vireonidae.

## Répartition
Cet oiseau se rencontre en Haïti et en République dominicaine. Son aire dissoute s'étend à travers les zones broussailleuses arides d'Hispaniola et l'île de la Gonâve.

## Description
Dans sa description de 1875, Lawrence indique que l'holotype de cette espèce mesure 111 mm, présente des ailes de 56 mm, une queue de 51 mm, un bec de 9,5 mm et un tarse de 17,5 mm.

## Classification
Le nom valide complet (avec auteur) de ce taxon est Vireo nanus (Lawrence, 1875).
L'espèce a été initialement classée dans le genre Empidonax sous le protonyme Empidonax nanus (Lawrence, 1875),.
Ce taxon porte en français le nom vernaculaire ou normalisé suivant : Viréo d'Hispaniola.
Vireo nanus a pour synonymes :
- Empidonax nanus (Lawrence, 1875)
- Lawrencia nana (Lawrence, 1875)

### Étymologie
Son épithète spécifique, du latin nanus, « nain », lui a été donné en raison de sa petite taille et qui, pour l'auteur, était sans doute la plus petite espèce du genre Empidonax au moment de sa description.

### Publication originale
- (en) George N. Lawrence, « Descriptions of five new Species of American Birds », Ibis, Wiley-Blackwell, vol. 5, no 19,‎ juillet 1875, p. 383-387 (ISSN 1474-919X et 0019-1019, lire en ligne).